# Palicourea prodiga
Palicourea prodiga är en måreväxtart som beskrevs av Paul Carpenter Standley och Charlotte M. Taylor. Palicourea prodiga ingår i släktet Palicourea och familjen måreväxter. IUCN kategoriserar arten globalt som sårbar. Inga underarter finns listade i Catalogue of Life.